# Yom HaShoah

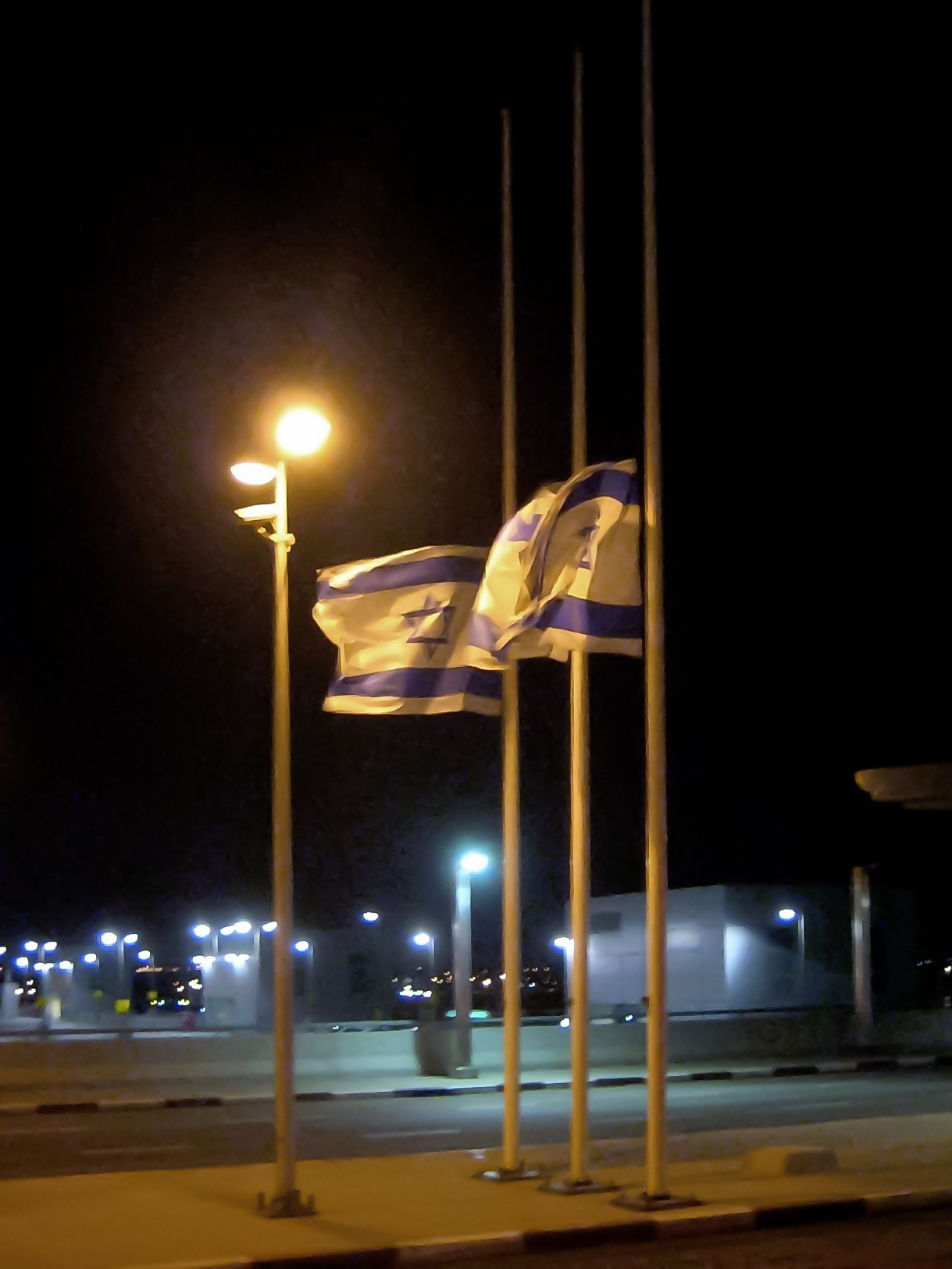
Cờ rủ tại Israel vào ngày kỷ niệm

Yom HaZikaron haShoah ve-haGevurah (יום הזיכרון לשואה ולגבורה; "Ngày tưởng niệm nạn nhân Holocaust và những anh hùng"), được biết đến một cách thông tục ở Israel và ngoài nước như Yom HaShoah (יום השואה) và tiếng Anh như Holocaust Remembrance Day (Ngày tưởng niệm nạn nhân Holocaust), hoặc Holocaust Day (Ngày Holocaust), được tổ chức tại Israel là ngày kỷ niệm cho khoảng sáu triệu người Do Thái đã thiệt mạng trong vụ thảm sát Holocaust là một kết quả của các hành động được thực hiện bởi Đức Quốc xã và các đồng minh của họ, và cho cuộc kháng chiến của người Do Thái trong thời kỳ đó. Tại Israel, đây là ngày tưởng niệm quốc gia. Được bắt đầu vào năm 1953, bởi một đạo luật có chữ ký của Thủ tướng Israel David Ben-Gurion và Tổng thống Israel Yitzhak Ben-Zvi. Lễ được tổ chức vào ngày 27 tháng Nisan theo lịch Do Thái (tháng 4 / tháng 5 dương lịch), trừ trường hợp ngày 27 trùng với ngày Sa-bát của Do Thái (ngày thứ 7 trong tuần và không được làm việc, tương đương ngày chủ nhật), trong trường hợp này ngày lễ được lui một ngày.
Một số quốc gia khác cũng có những ngày kỷ niệm tương tự cho cùng một sự kiện Holocaust này, như Liên Hợp Quốc và Liên minh châu Âu là ngày 27 tháng 1.

## Tưởng niệm

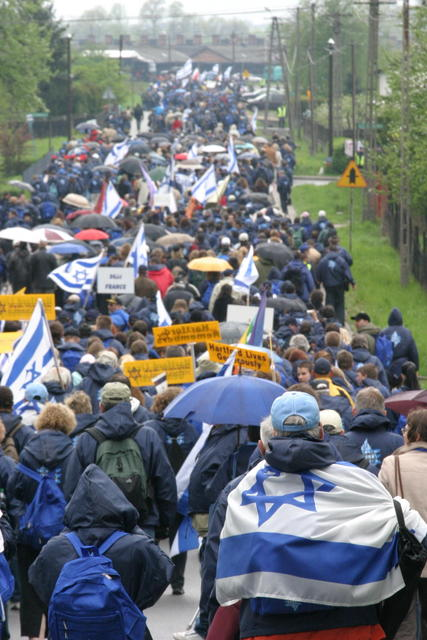
"Diễn hành của người còn sống", Diễn hành từ trại tập trung Auschwitz đến Trại hành quyết Auschwitz-Birkenau

Lễ tưởng niệm và các dịch vụ được tổ chức tại các trường học, căn cứ quân sự và các tổ chức công cộng và cộng đồng khác.
Tại lễ khai mạc vào đêm trước của Yom HaShoah thường sáu ngọn đuốc được thắp sáng, đó là tượng trưng cho sáu triệu nạn nhân Do Thái của Holocaust. Sáng hôm bắt đầu với sự kiện kỷ niệm tại Yad Vashem, nơi tưởng niệm nạn nhân tại Jerusalem. Trong suốt cả đất nước, một hồi còi tru vào lúc 10 giờ sáng trong hai phút. Lúc đó, hệ thống giao thông công cộng và thường được tất cả các loại xe khác dừng lại, hầu hết người qua đường đứng im lặng. Tại chân của sáu ngọn đuốc tại Yad Vashem, các đại diện của các tổ chức và các nhóm khác nhau là người sống sót đã đến đặt những vòng hoa.
Vào ngày Yom HaShoah, rất nhiều các cơ sở công cộng ở Israel đóng cửa, không có chương trình giải trí trên truyền hình và đài phát thanh, thay vào đó là nhạc buồn và phim tài liệu về Holocaust. Tất cả các cờ treo rủ nửa cột. Trong lễ tưởng niệm, lời cầu nguyện El nam rachamim (Thiên Chúa đầy lòng thương xót) sẽ được đọc.
Vào ngày Yom HaShoah, hàng ngàn người Do Thái chủ yếu là người trẻ, đặc biệt là sinh viên, thực hiện một cuộc diễu hành kỷ niệm từ trại tập trung Auschwitz đến Trại hành quyết Auschwitz-Birkenau. Cuộc đi này bây giờ được gọi là "'Cuộc diễn hành của người còn sống'" (March of the Living), liên quan và ngược lại với "Cuộc chuyển tử thần của tù nhân trại tập trung" những năm 1944/1945 để chuyển họ đến nơi bị thủ tiêu.

## Lịch
Những ngày lễ tưởng niệm trong những năm tới:
- 2015: Thứ Năm, 16 tháng 4
- 2016: Thứ Năm, 5 tháng 5
- 2017: Thứ Hai, 24 tháng 4
- 2018: Thứ Năm, 12 tháng 4
- 2019: Thứ Năm, 2 tháng 5
- 2020: Thứ Ba, 21 tháng 4
- 2021: Thứ Năm, 8 tháng 4
- 2022: Thứ Năm, 28 tháng 4